# Salon international du livre (Turin)

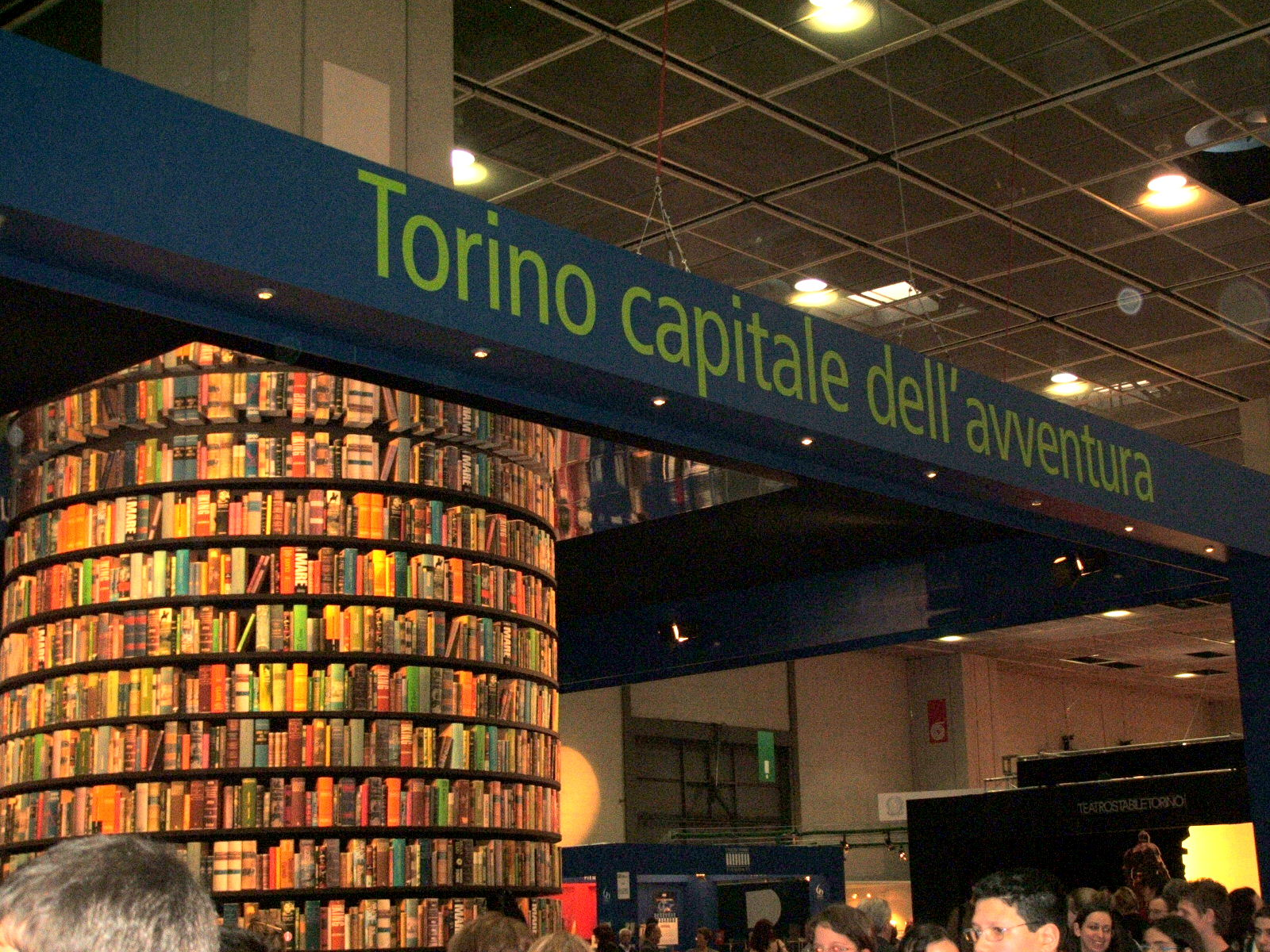
Un aspect du salon 2006 (thème : l'aventure).

Le Salon international du livre (en italien : Salone internazionale del libro) est l'événement le plus important dans l'édition italienne et un des plus importants salons du livre en Europe. Il a lieu chaque année en mai à Turin. En 2019, il a accueilli près de 150 000 visiteurs.
Il est ouvert aux professionnels et au grand public. Sur plusieurs jours, de nombreuses rencontres sont organisées avec des auteurs, scénaristes, dessinateurs.

## Histoire

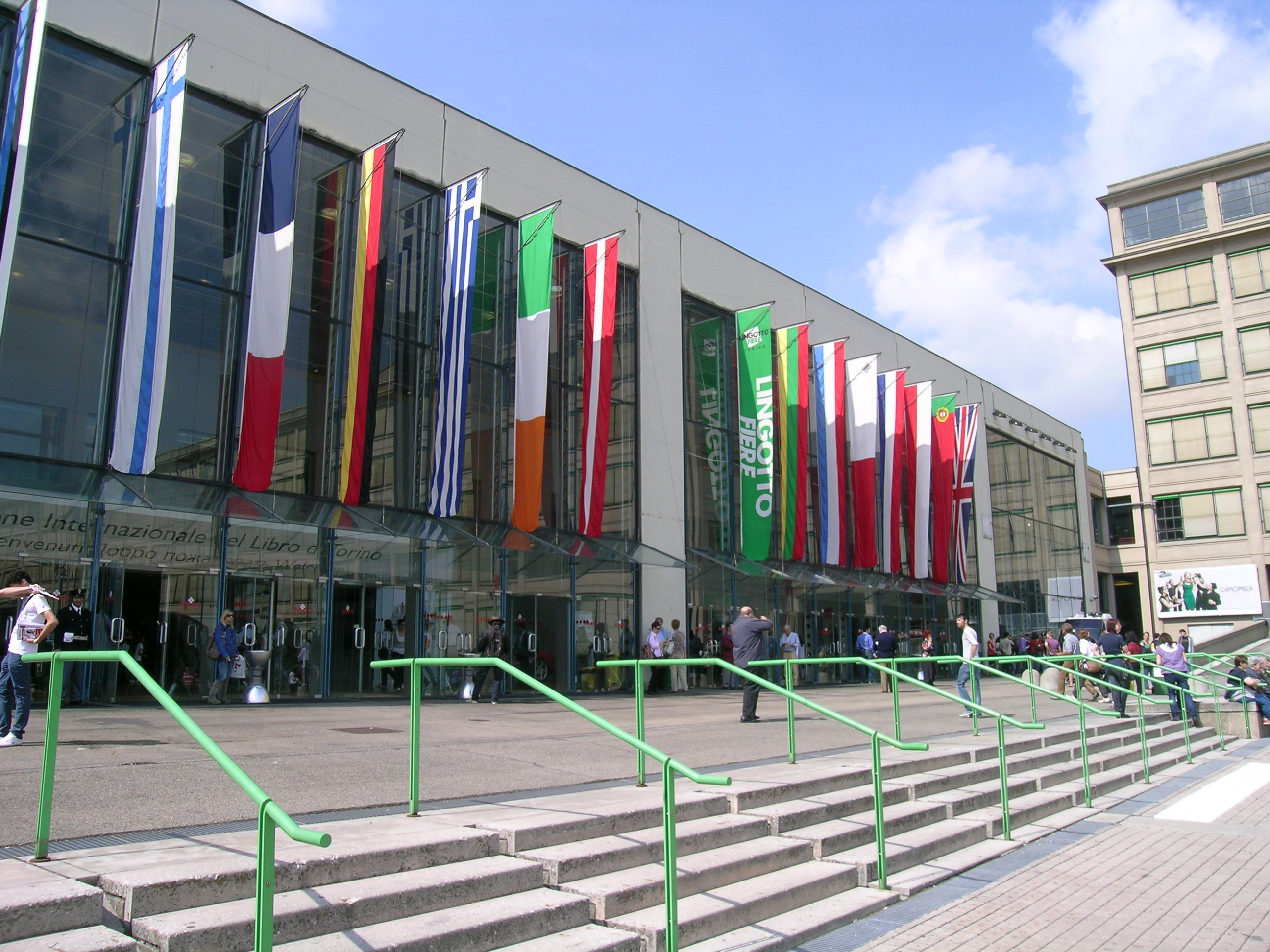
Entrée du salon 2011 au Lingotto Fiere.

Le premier salon du livre a été officiellement présentée le 22 juillet 1987. Le promoteurs de l'initiative ont été le libraire Angelo Pezzana et l'entrepreneur Giudo Accornero de la maison d'édition Einaudi. Il y a eu une polémique avec le maire de Milan Paolo Pillitteri qui voulait transférer le salon à Milan mais le salon de Turin a été officiellement confirmè le 23 septembre de la même année.
Le salon a d'abord été organisé au palais des congrès Torino Esposizioni (it), puis, à partir de 1992, au Lingotto Fiere.
Au fil des années, le salon a augmenté le nombre de ses initiatives. En 2005 est né l'èvénement "Lingua Madre", qui réunit des écrivains asiatiques, africains et latino - américains. En 2010, le salon a créé le prix international du salon du livre: reconnaissance décernée par le vote électronique des visiteurs et des exposants.
Le directeur était Ernesto Ferrero, mais à partir de l’édition 2017, le nouveau directeur éditorial Nicola Lagioia a été nommé.

### Statistiques
En 2016, le Salon cesse de comptabiliser la fréquentation en nombre d’entrées pour n’utiliser que le nombre de billets vendus. La première méthode compte plusieurs fois les personnes qui sortent et entrent de nouveaux, gonflant artificiellement les chiffres. En 2015, le nombre d’entrées était ainsi de 276 169 alors que seuls 122 638 billets avaient été vendus.
| Année | Nom                             | Lieu                    | Exposants | Visiteurs | Thème | Pays à l'honneur |
| ----- | ------------------------------- | ----------------------- | --------- | --------- | --- | ---------------- |
| 1988  | Salone del Libro                | Torino Esposizioni (it) | 553       | 100 000   | |                  |
| 1989  | Salone del Libro                | Torino Esposizioni      | 873       | 120 000   | |                  |
| 1990  | Salone del Libro                | Torino Esposizioni      | 813       | 91 000    | |                  |
| 1991  | Salone del Libro                | Torino Esposizioni      | 834       | 106 000   | |                  |
| 1992  | Salone del Libro                | Lingotto Fiere          | 829       | 120 000   | |                  |
| 1993  | Salone del Libro                | Lingotto Fiere          | 848       | 131 000   | |                  |
| 1994  | Salone del Libro                | Lingotto Fiere          | 852       | 156 000   | |                  |
| 1995  | Salone del Libro                | Lingotto Fiere          | 940       | 191 000   | |                  |
| 1996  | Salone del Libro                | Lingotto Fiere          | 848       | 232 000   | Le siècle des femmes ? |                  |
| 1997  | Salone del Libro                | Lingotto Fiere          | 1 368     | 218 000   | Allons-nous être immortels ? |                  |
| 1998  | Salone del Libro                | Lingotto Fiere          | 1 389     | 210 000   | Sacré, religieux et mythe dans le nouveau millénaire / Frissons sur le salon : giallo, film noir, thriller / La culture sud-américaine |                  |
| 1999  | Fiera del Libro                 | Lingotto Fiere          | 825       | 190 987   | Passions: l'intelligence du cœur |                  |
| 2000  | Fiera del Libro                 | Lingotto Fiere          | 979       | 184 652   | Une Foire, des milliers de cultures |                  |
| 2001  | Fiera del Libro                 | Lingotto Fiere          | 1 030     | 191 324   | La nature | Pays-Bas Flandre |
| 2002  | Fiera Internazionale del Libro  | Lingotto Fiere          | 1 081     | 198 685   | Le temps de la science, l'histoire, les religions                                                                                      | Catalogne Suisse |
| 2003  | Fiera Internazionale del Libro  | Lingotto Fiere          | 1 190     | 199 015   | La couleur entre la science, l'art et la littérature                                                                                   | Canada           |
| 2004  | Fiera Internazionale del Libro  | Lingotto Fiere          | 1 220     | 228 226   | Le rire est une affaire sérieuse | Grèce            |
| 2005  | Fiera Internazionale del Libro  | Lingotto Fiere          | 1 223     | 222 148   | Le rêve | Portugal         |
| 2006  | Fiera Internazionale del Libro  | Lingotto Fiere          | 1 263     | 304 734   | L'aventure | Brésil Portugal  |
| 2007  | Fiera Internazionale del Libro  | Lingotto Fiere          | 1 410     | 302 830   | Les limites | Lituanie         |
| 2008  | Fiera Internazionale del Libro  | Lingotto Fiere          | 1 414     | 293 140   | La beauté | Israël           |
| 2009  | Fiera Internazionale del Libro  | Lingotto Fiere          | 1 400     | 307 650   | Moi, les autres | Égypte           |
| 2010  | Salone Internazionale del Libro | Lingotto Fiere          | 1 404     | 315 013   | La mémoire, révélée | Inde             |
| 2011  | Salone Internazionale del Libro | Lingotto Fiere - Oval   | 1 500     | 305 000   | La mémoire, graine du futur | Russie           |
| 2012  | Salone Internazionale del Libro | Lingotto Fiere          | 1 500     | 317 482   | Vivre dans le réseau | Espagne Roumanie |
| 2013  | Salone internazionale del libro | Lingotto Fiere          | 1 200     | 329 860   | Dove osano le idee | Chili            |
| 2014  | Salone internazionale del libro | Lingotto Fiere          | 1 200     | 339 752   | Bene in vista | Vatican          |
| 2015  | Salone internazionale del libro | Lingotto Fiere          | 1 200     | 122 638   | Le meraviglie d'Italia | Allemagne        |
| 2016  | Salone internazionale del libro | Lingotto Fiere          | 1 000     | 126 406   | Visioni |                  |
| 2017  | Salone internazionale del libro | Lingotto Fiere          | 1 060     | 165 746   | Oltre il confine | États-Unis       |
| 2018  | Salone internazionale del libro | Lingotto Fiere          |           | 170 786   | Un giorno, tutto questo | France           |
| 2019  | Salone internazionale del libro | Lingotto Fiere          |           | 148 034   | Il gioco del mondo |                  |